# جگن رنگین‌کمانی
جگن رنگین‌کمانی (نام علمی: Carex rainbowii) نام یک گونه از سرده جگن است.